# Pimelea aridula
Pimelea aridula är en tibastväxtart. Pimelea aridula ingår i släktet Pimelea och familjen tibastväxter.

## Underarter
Arten delas in i följande underarter:
- P. a. aridula
- P. a. oliga